# ПТС-М
ПТС-М — плавающий транспортер средний модернизированный.
Гусеничный плавающий транспортер ПТС-М предназначен для десантной переправы через водные преграды артиллерийских систем, колесных и гусеничных тягачей, бронетранспортеров, автомобилей, личного состава и различных грузов.

## История создания и производства
ПТС-М был разработан на Крюковском вагоностроительном заводе под руководством главного конструктора Е.Е.Ленциуса в 1965 году на базе ПТС.

## Описание конструкции
Транспортер состоит из трёх основных частей: отделение управления, силовое отделение и грузовое отделение.
ПТС-М отличался от ПТС следующим оборудованием: фильтровентиляционная установка кабины с подогревом воздуха, трубчатый каркас с тентом, комплект санитарного оборудования на 12 носилок, новая радиостанция, прожектор и прибор ночного видения.
Площадь грузовой платформы была увеличена с 18,5 м² (7,1 х 2,6 м) до 20,54 м² (7,9 x 2,6 м). Грузоподъемность по сравнению с ПТС не изменилась и составила на воде — 10 т и 5 т на суше.